# Гамбия на летних Олимпийских играх 2008
Гамбия принимала участие на летних Олимпийских играх 2008 года, прошедших с 8 по 24 августа 2008 в Пекине, Китай. Участие на Играх-2008 стало седьмым выступлением Гамбии на Олимпийских играх (первое было в 1984 году). Страна была представлена тремя спортсменами в двух видах спорта: бегунами Сувайбу Санне и Фату Тияной и боксёром Баду Джеком. Джек, боксер-средневес, дебютировавший на Олимпийских играх в 2008 году, был выбран знаменосцем на церемониях открытия и закрытия. По итогам игр спортсмены из Гамбии не прошли дальше своих первых раундов и, соответственно, не завоевали ни одной олимпийской медали.

## Общие сведения

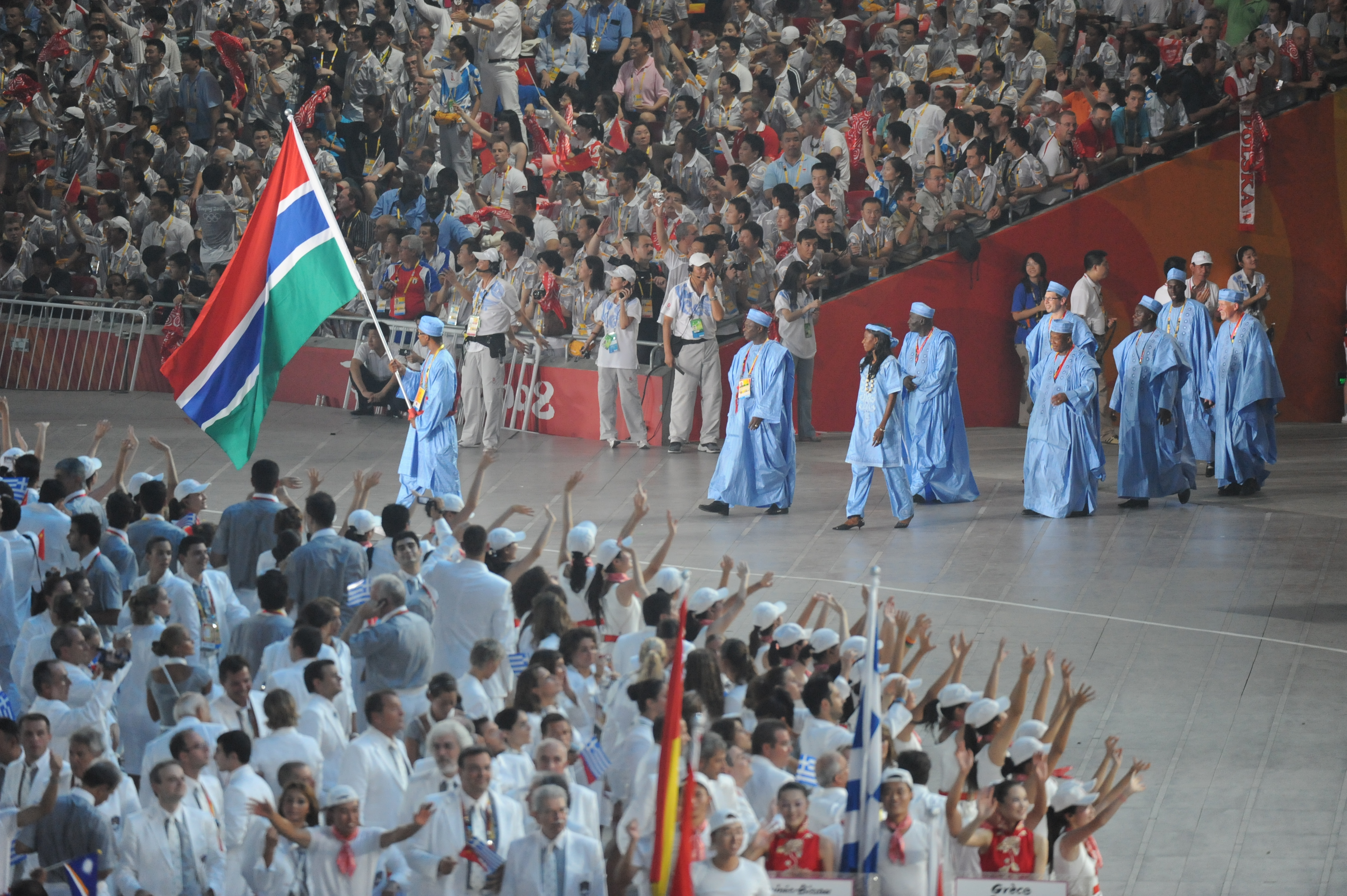
Делегация Гамбии на церемонии открытия Олимпиады

Перед Играми-2008 Гамбия уже шесть раз принимала участие на Олимпийских играх, начиная с Олимпиады 1984 года в Лос-Анджелесе, США. С тех пор Гамбия принимает участие на всех летних Олимпийских играх. В дебютном для Гамбии 1984 году страна отправила 10 спортсменов на Игры, все они участвовали в соревнованиях по лёгкой атлетике. Это количество спортсменов, по состоянию на 2012 год, остаётся рекордным для Гамбии. Гамбийцы ни разу не выигрывали олимпийских медалей. Для участия на Играх-2008 были выбраны трое спортсменов: Сувайбу Санне, бегун на дистанции 100 метров, Фату Тияна, представлявшая Гамбию в той же дисциплине, и боксёр-средневес Баду Джек.

## Бокс

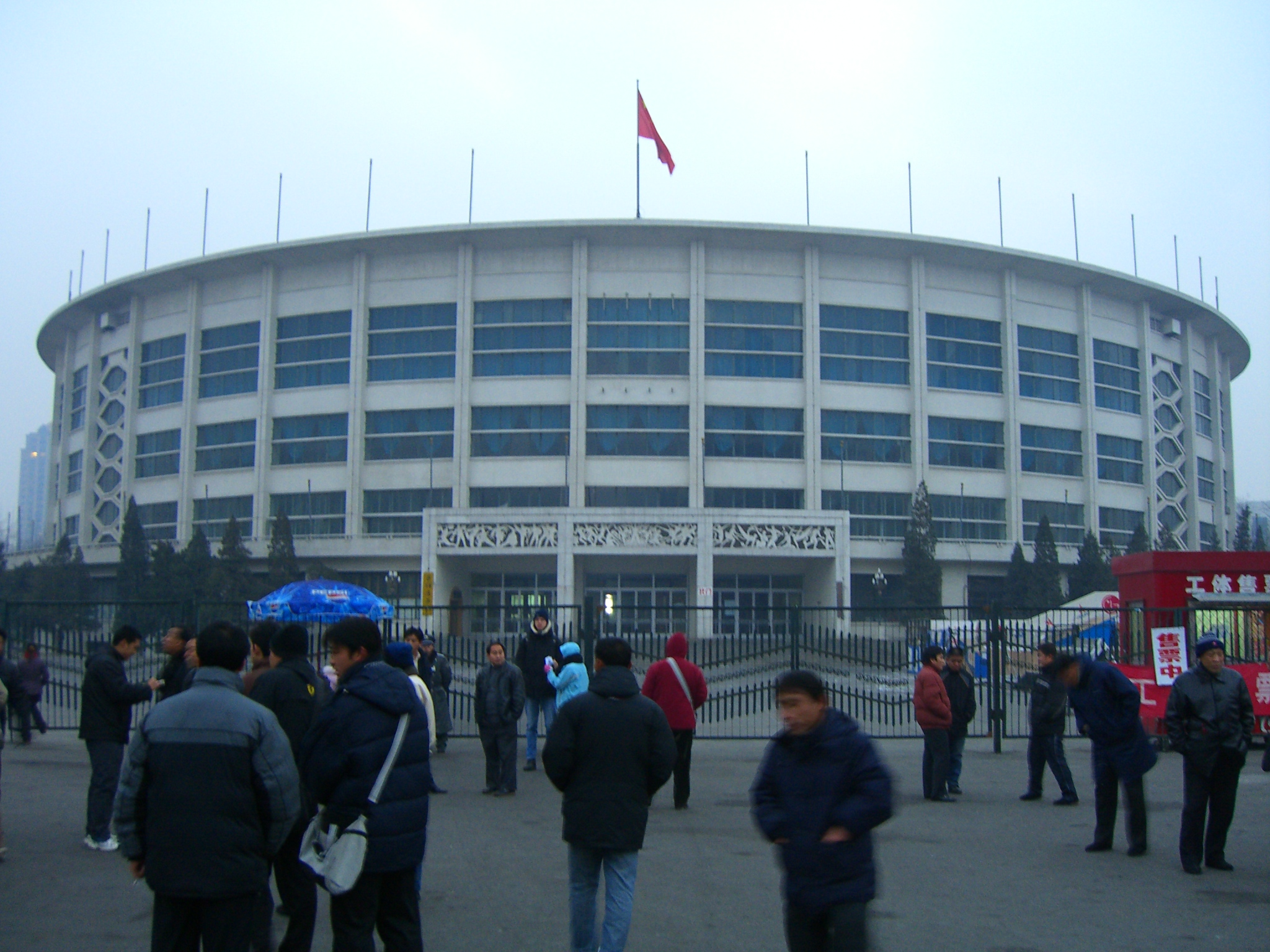
Дворец спорта «Пролетарий», в котором Джек участвовал в соревнованиях по боксу

Единственный представитель Гамбии на соревнованиях по боксу, Баду Джек, квалифицировался в состязания среди средневесов на втором африканском квалификационном турнире. Джеку на момент соревнований было 24 года, и он был самым старшим в составе сборной Гамбии. Он выбран знаменосцем на церемонии открытия. Его первый и единственный бой прошел против индийца Виджендера Сингха. Сингх выиграл бой со счётом 13:2 и выбил Джека из турнира.
| Спортсмен | Категория | 1/16               | 1/8       | 1/4       | 1/2       | Финал     |           |
| --------- | --------- | ------------------ | --------- | --------- | --------- | --------- | --------- |
| Баду Джек | До 75 кг  | Сингх Индия П 2-13 | не прошёл | не прошёл | не прошёл | не прошёл | не прошёл |

## Лёгкая атлетика

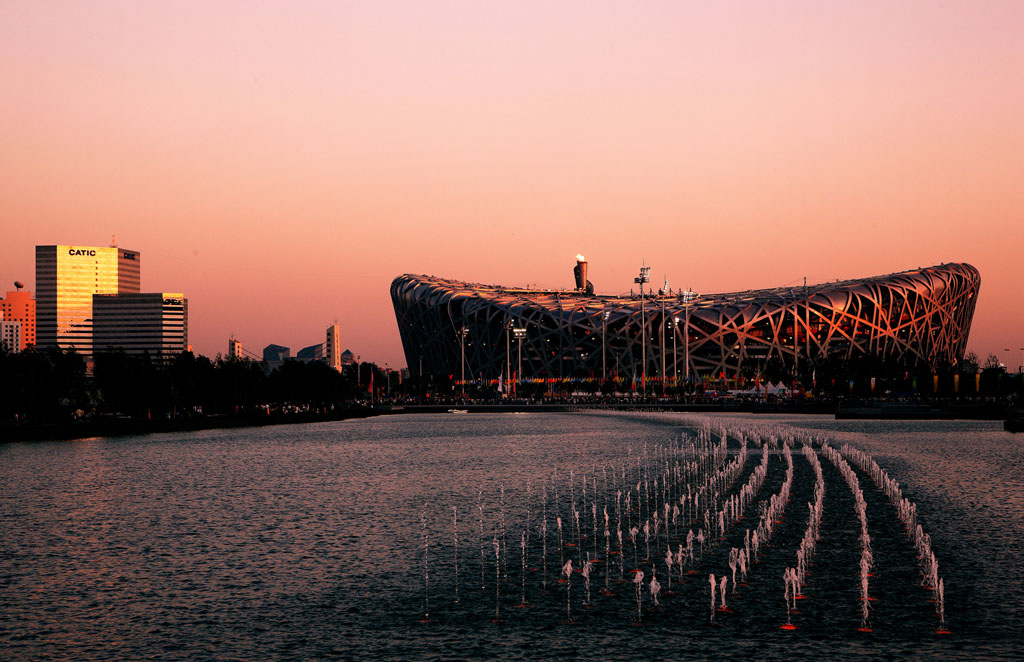
Национальный стадион, где Санне и Тияна участвовали в легкоатлетических соревнованиях

На Играх-2008 Гамбия была представлена одним представителем мужского пола, бегуном на 100 метров Сувайбу Санне. Санне был самым молодым членом сборной Гамбии — на момент Игр ему было 17, и Игры-2008 были для него первыми. Его квалификационный забег прошёл 15 августа в Пекине, где Санне стал пятым среди восьми спортсменов. Пробежав дистанцию за 10.52 секунд, стал общее 46 место среди 80 бегунов. Самым быстрым в квалификации стал Тайрон Эдгар (10.13 секунд), а для того, чтобы квалифицироваться в четвертьфинал, нужно было пробежать за быстрее 10.46 секунд.
Дебютантка Олимпийских игр Фату Тияна была единственной женщиной, представлявшей честь Гамбии на летних Олимпийских играх 2008 года. 19 августа она приняла участие в квалификационном забеге на 100 метров. В седьмом квалификационном забеге Тияна установила свой личный рекорд, пробежав дистанцию за 12.25 секунд и став седьмой в своем забеге, отстав на 0.92 секунд от лидера забега, Ивет Лаловой. Став 58 среди 85 спортсменок в квалификации и перегнав на 2.55 секунды самую медленную бегунью, Робину Мукимьяр, Тияна на 1.12 секунд отстала от победителя квалификации (Олудамолы Осайомы) и на 0.60 секунд — от последней спортсменки, вышедшей в четвертьфинал (Ти Хонг Ву). Таким образом, Тияна не вышла в четвертьфинал.
Мужчины
| Спортсмен     | Дисциплина | Квалификация | Квалификация | Четвертьфинал | Четвертьфинал | Полуфинал | Полуфинал | Финал     | Финал     |
| Спортсмен     | Дисциплина | Результат    | Место        | Результат     | Место         | Результат | Место     | Результат | Место     |
| ------------- | ---------- | ------------ | ------------ | ------------- | ------------- | --------- | --------- | --------- | --------- |
| Сувайбу Санне | 100 м      | 10,52        | 46           | не прошёл     | не прошёл     | не прошёл | не прошёл | не прошёл | не прошёл |

Женщины
| Спортсмен  | Дисциплина | Квалификация | Квалификация | Четвертьфинал | Четвертьфинал | Полуфинал | Полуфинал | Финал     | Финал     |
| Спортсмен  | Дисциплина | Результат    | Место        | Результат     | Место         | Результат | Место     | Результат | Место     |
| ---------- | ---------- | ------------ | ------------ | ------------- | ------------- | --------- | --------- | --------- | --------- |
| Фату Тияна | 100 м      | 12,25        | 58           | не прошла     | не прошла     | не прошла | не прошла | не прошла | не прошла |